# تپه کونه گرگ دباخ
تپه کونه گرگ دباخ مربوط به هزاره اول قبل از میلاد است و در شهرستان دیواندره، بخش مرکزی، روستای دباخ واقع شده و این اثر در تاریخ ۲۴ فروردین ۱۳۸۲ با شمارهٔ ثبت ۸۰۱۸ به‌عنوان یکی از آثار ملی ایران به ثبت رسیده است.